# Seznam budov akcízů v Praze
Seznam budov akcízů v Praze obsahuje bývalé akcízy postavené u původní hranice Prahy uvnitř nebo vně. Potravní daň na čáře neboli akcíz byla daň z dovozu zboží, převážně potravin, za takzvanou „potravní čáru“ vytvářenou od 25. června 1829 na přístupových cestách okolo velkých uzavřených měst Rakouska-Uherska. Daň byla obnovena roku 1921 a uplatňována do roku 1942.
Seznam je řazen podle lokace a nemusí být úplný. U většiny těchto bývalých celnic jsou uvedeny mapové listy Plánu Prahy z roku 1938.

## Seznam
| Č.  | Obrázek | Galerie                                                                   | Katastr Ulice                                            | Poznámka | Souřadnice                                                 |
| --- | ------- | ------------------------------------------------------------------------- | -------------------------------------------------------- | --- | ---------------------------------------------------------- |
| 1.  |         |                                                                           | Čimice nároží ulic Okořská a K Ládví                     | zbořený při výstavbě panelového sídliště po roce 1953; mapa č.21 | 50°8′9″ s. š., 14°25′52″ v. d. (pravděpodobné souřadnice)  |
| 2.  |         | Kategorie „Custom house in Ďáblice“ na Wikimedia Commons                  | Ďáblice Ďáblická 160/4                                   | | 50°8′26″ s. š., 14°28′50″ v. d.                            |
| 3.  |         | Kategorie „Custom house in Hloubětín (Českobrodská)“ na Wikimedia Commons | Hloubětín Českobrodská 248/50                            | mapa č.42 | 50°5′31″ s. š., 14°32′ v. d.                               |
| 4.  |         | Kategorie „Custom house in Hloubětín“ na Wikimedia Commons                | Hloubětín Poděbradská 185/218                            | mapa č.33 | 50°6′25″ s. š., 14°33′6″ v. d.                             |
| 5.  |         |                                                                           | Hlubočepy Slivenecká                                     | pravděpodobně zbořený | 50°2′19″ s. š., 14°23′26″ v. d. (pravděpodobné souřadnice) |
| 6.  |         |                                                                           | Horoměřice Horoměřická                                   | pravděpodobně malé celní stanoviště nejspíš zbořené už za protektorátu, stál při silnici 240 mezi Prahou a Horoměřicemi                                                                                   | 50°7′39″ s. š., 14°20′48″ v. d. (pravděpodobné souřadnice) |
| 7.  |         |                                                                           | Hostivař Hostivařské náměstí                             | zbořený v roce 1984; mapa č.60 | 50°3′2″ s. š., 14°31′31″ v. d. (pravděpodobné souřadnice)  |
| 8.  |         | Kategorie „Custom house in Chodov (Prague)“ na Wikimedia Commons          | Chodov Starochodovská 65                                 | mapa č.68 | 50°2′9″ s. š., 14°29′42″ v. d.                             |
| 9.  |         | Kategorie „Custom house in Jinonice“ na Wikimedia Commons                 | Jinonice křižovatka ulic Řeporyjská a Stará Stodůlecká   | zbořený v roce 2001 při výstavbě inženýrských sítí; mapa č.55 | 50°3′0″ s. š., 14°21′14″ v. d. (pravděpodobné souřadnice)  |
| 10. |         | Kategorie „Custom house in Kobylisy“ na Wikimedia Commons                 | Kobylisy Klapkova 894/108                                | mapa č.22 | 50°7′57″ s. š., 14°27′13″ v. d.                            |
| 11. |         |                                                                           | Kunratice Vídeňská 407/78                                | mapa č.67; po zrušení akcízu byl dům v majetku Finanční správy, od roku 1953 jej vlastnilo Ministerstvo národní bezpečnosti, od června 1960 Místní národní výbor, v březnu 1967 kolaudace na rodinný dům. | 50°0′57″ s. š., 14°28′9″ v. d. (pravděpodobné souřadnice)  |
| 12. |         | Kategorie „Custom house in Letňany“ na Wikimedia Commons                  | Letňany Beranových 64                                    | mapa č.23 | 50°7′54″ s. š., 14°30′49″ v. d.                            |
| 13. |         | Kategorie „Custom house in Libuš“ na Wikimedia Commons                    | Libuš Libušská 180/266                                   | mapa č.74; postaven jako přízemní budova s vchodem z ulice Jalodvorská; částečně přestavěný | 50°0′51″ s. š., 14°27′25″ v. d.                            |
| 14. |         |                                                                           | Modřany poblíž křižovatky ulic Na Floře a Modřanská      | zbořený ve druhé polovině 20. století. Stál proti vchodu do n.p. České čokoládovny, závod Orion. Po zrušení akcízu byl přízemní dům využíván k bydlení a nesl dočasně číslo 020.                          | 50°0′43″ s. š., 14°24′9″ v. d. (pravděpodobné souřadnice)  |
| 15. |         | Kategorie „Custom house in Nebušice“ na Wikimedia Commons                 | Nebušice Tuchoměřická 108                                | mapa č.27 | 50°6′52″ s. š., 14°18′41″ v. d.                            |
| 16. |         | Kategorie „Custom house in Ruzyně“ na Wikimedia Commons                   | Ruzyně Karlovarská 77/12                                 | mapa č.45 | 50°4′37″ s. š., 14°18′6″ v. d.                             |
| 17. |         |                                                                           | Ruzyně Drnovská                                          | zbořený v roce 1999 kvůli výstavbě mimoúrovňové křižovatky ulice K letišti s Pražským okruhem; mapa č.36                                                                                                  | 50°5′37″ s. š., 14°17′49″ v. d. (pravděpodobné souřadnice) |
| 18. |         |                                                                           | Řepy Jeremiášova, na křížení s ulicí Plzeňská            | zbořený po roce 1975 kvůli rozšíření ulice; mapa č.45 | 50°3′42″ s. š., 14°18′35″ v. d. (pravděpodobné souřadnice) |
| 19. |         |                                                                           | Řepy na nároží ulic Slánská a Čistovická                 | zbořený pravděpodobně už během protektorátu; mapa č.45 | 50°4′24″ s. š., 14°18′37″ v. d. (pravděpodobné souřadnice) |
| 20. |         | Kategorie „Custom house in Sedlec (Prague)“ na Wikimedia Commons          | Sedlec Roztocká 61/47                                    | | 50°8′5″ s. š., 14°23′30″ v. d.                             |
| 21. |         | Kategorie „Custom house in Suchdol“ na Wikimedia Commons                  | Suchdol Kamýcká 126/8                                    | křižovatka s ulicí Suchdolská; mapa č.20 | 50°7′50″ s. š., 14°22′56″ v. d.                            |
| 22. |         |                                                                           | Štěrboholy na křižovatce ulic Černokostelecká a Ústřední | zbořený kolem roku 2000; mapa č.51 | 50°4′11″ s. š., 14°32′34″ v. d. (pravděpodobné souřadnice) |
| 23. |         |                                                                           | Velká Chuchle Strakonická                                | zbořený v roce 1961 při rozšíření ulice, stál na křižovatce s ulicí Dostihová | 50°0′44″ s. š., 14°23′38″ v. d. (pravděpodobné souřadnice) |
| 24. |         | Kategorie „Custom house in Vysočany“ na Wikimedia Commons                 | Vysočany Mladoboleslavská 301/10                         | mapa č.23 | 50°7′16″ s. š., 14°31′29″ v. d.                            |